# Лужонка (приток Большой Вишеры)
Лужонка — река в России, протекает по Маловишерскому району Новгородской области. Течёт на запад. Устье реки находится в 23 км по левому берегу реки Большая Вишера у деревни Луга Большевишерского городского поселения. Длина реки составляет 16 км.
Левые притоки: Чёрный и Крапивный.

## Данные водного реестра
По данным государственного водного реестра России относится к Балтийскому бассейновому округу, водохозяйственный участок реки — Волхов, речной подбассейн реки — Волхов. Относится к речному бассейну реки Нева (включая бассейны рек Онежского и Ладожского озера).
Код объекта в государственном водном реестре — 01040200612102000018554.